# Poraba električne energije
Poraba električne energije označuje obliko porabe energije, ki uporablja električno energijo. Poraba električne energije je opredeljena kot dejanska zahteva za energijo, ki temelji na obstoječi oskrbi električne energije.

## Pregled
Električna energija je najpogosteje merjena v džulih (J) ali v vatnih urah (W-h); enota predstavlja konstantno moč v določenem času. 
Električne in elektronske naprave za svoje delovanje porabljajo električno energijo. Med delovanjem je vsaj del energije (glede na električni izkoristek) izrabljen v nenamerni obliki, kot je toplota.

## Dnevna poraba električne energije
Dnevna poraba električne energije je glede na kritičnost porabe razdeljena na več obdobij:
- osnovna (pasovna) obremenitev: označuje neko konstantno porabo električne energije. Za zadostitev teh potreb se po navadi uporabljajo dolgoročno ekonomične elektrarne, kot so: jedrska elektrarna, termoelektrarna na rjavi premog in pretočne hidroelektrarne;
- srednja (trapezna) obremenitev: označuje obdobje dneva, ko se poraba energije za nekaj ur poveča. Za zadostitev teh potreb se po navadi uporabljajo termoelektrarne na črni premog, zemeljski plin in tekoča goriva;
- končna obremenitev: označuje zelo kratek čas dneva, ko poraba energije dosega ali bo pričela presegati oskrbo. Za zadostitev teh potreb je potrebno delovanje elektrarne, ki lahko dosežejo polno operativnost v nekaj minutah (akumulacijske, črpalne akumulacijske in termoelektrarne s plinskimi turbinami). Slednje elektrarne po navadi povzročajo visoke operativne stroške.